# Люленов Іван Васильович
Іван Васильович Люленов (нар. 17 грудня 1994, Стоянівка, Молдова) — український гуморист, шоумен та співак молдовського походження. За національністю — болгарин.

## Життєпис
Народився у селі Стоянівка в Кантемірському районі Молдови. Батько — болгарин, мама — молдованка. У родині спілкується болгарською мовою (його перша мова). Походить з родини Бесарабських Болгар. Виріс у бідній, багатодітній сім'ї — має двох старших братів.
Навчався у ліцеї міста Кантемір. Після закінчення школи у 2012 році став студентом Кишинівського університету на факультеті міжнародних відносин на контракт (платив 7 тисяч лей на рік — близько 14 тисяч гривень ). За словами Івана навчатися йому не подобалося.

За словами Івана за переїздом до України стояли особисті причини:
[...] в Молдові мало творчої роботи. Грошей мало, зірок мало.
У 2017 році разом зі своєю командою «Стоянівка» уперше взяв участь у Лізі Сміху. За підсумками сезону команда посіла перше місце (разом із "Загорецька Людмила Степанівна").
У 2018 році Іван і «Стоянівка» знову посіли перше місце у Лізі Сміху.
У 2021 році брав участь у "Танцях з зірками".
Після початку повномасштабного вторгнення Росії в Україну залишився в Україні, батьки та рідні не схвалюють його вибір.

## Музична кар'єра
У 2021 році розпочав свій сольний проєкт. 
24 листопада 2023 року випустив першу україномовну пісню "Сумую".
За словами Івана метою його музичної творчості є створення саме розважального контенту, яка є додатком до гумористичної діяльності.

### Україномовні пісні
- 2023 — Сумую[4]
- 2023 — Дорблю[5]
- 2024 — Алергія на відстань[6]
- 2024 — Щененаречена[7]
- 2024 — Винний[8]
- 2024 — Бартер[9]
- 2024 — Танутанута[10]
- 2025 — Шовковиця[11]

Дає благодійні концерти.

## Цікаві факти
Після початку повномасштабного вторгнення Росії в Україну перейшов на українську мову.
Володіє болгарською, румунською, українською та російською мовами.
Має посвідку на тимчасове проживання в Україні, бажає отримати українське громадянство.